# 345 v. Chr.
Portal Geschichte | Portal Biografien | Aktuelle Ereignisse | Jahreskalender | Tagesartikel

◄ |
5. Jahrhundert v. Chr. |
4. Jahrhundert v. Chr. |
3. Jahrhundert v. Chr. |
►

◄ | 360er v. Chr. | 350er v. Chr. | 340er v. Chr. | 330er v. Chr. |
320er v. Chr. |
►

◄◄ | ◄ | 348 v. Chr. | 347 v. Chr. | 346 v. Chr. | 345 v. Chr. |
344 v. Chr. |
343 v. Chr. |
342 v. Chr. |
► |
►►

## Ereignisse
- Die Samniten schließen ein Bündnis mit den Sidicinern – die Folge ist der Erste Samnitenkrieg.
- Rom erobert die volskische Stadt Sora. Das Latium ist praktisch von Rom befriedet; auch die Aurunker an der Liris-Mündung werden unterworfen.
- Das phönizische Sidon erhebt sich gegen die persische Herrschaft und wird daraufhin zerstört, sein Herrscher Tennes hingerichtet.

## Geboren
- um 345 v. Chr.: Roxane, sogdianische Prinzessin, Frau Alexanders des Großen († 310 v. Chr.)
- um 345 v. Chr.: Timaios von Tauromenion, griechischer Historiograph († 250 v. Chr.)
- um 345 v. Chr.: Demetrios von Phaleron, griechischer Philosoph und Politiker († um 280 v. Chr.)

## Gestorben
- Belesys II., persischer Satrap
- Tennes, phönizischer König von Sidon